# Fortaleza de Nossa Senhora do Bom Parto
A Fortaleza de Nossa Senhora do Bom Parto é um antigo forte Português localizado na Colina da Penha em Macau, China .
Foi um dos primeiros fortes a ser construído pelos portugueses em Macau, erguido entre 1608 e 1615. Participou na defesa de Macau quando a Companhia Holandesa das Índias Orientais atacou a cidade na Batalha de Macau, em 1622. Foi erguido em terrenos pertencentes a frades agostinianos. Defendia a costa sul de Macau juntamente com o Forte de São Francisco e a Bateria de São Pedro (demolida na década de 1930) e o Porto Interior juntamente com o Forte de São Tiago da Barra. Foi reconstruído em 1775 (durante o reinado do imperador Qianlong da dinastia Qing) e oito canhões foram instalados no interior. 
Abandonado em 1892, foi posteriormente incorporado no Hotel Bela Vista, fazendo actualmente parte da residência oficial do Cônsul Geral de Portugal em Macau e Hong Kong. 
Actualmente é um monumento classificado pelo governo de Macau.